# Lucio Lapeña
Lucio Lapeña es un expresidente de la Juventud Radical, siendo el quinto elegido en forma consecutiva por la misma agrupación política, la Cantera Popular. Es hijo del exsecretario de energía del gobierno de Raúl Alfonsín, Jorge Lapeña.

## Biografía
Nacido en el barrio porteño de Flores, realizó sus estudios en la Universidad de Buenos Aires y se recibió de Licenciado en Administración de Empresas en 2009. Durante su juventud se desempeñó como Secretario General de la Juventud Radical Comunal y como miembro de la agrupación Franja Morada.

## Actividad Política
Tras el declive partidario y la crisis del 2001, se sumó a un comité barrial del barrio porteño de Flores iniciando así su carrera militante. Algunos años después adheriría la formación de una agrupación política que reclamaba volver hacia las bases ideológicas que dieron origen al centenario partido. Esta agrupación se denominó Cantera Popular, en alusión a la célebre frase de Crisólogo Larralde, "somos piedra dura y oscura, de la inmensa cantera popular".

En 2011 y con un importante consenso entre las distintas facciones internas de la Juventud Radical, fue elegido Presidente de la Juventud Radical Nacional para el periodo 2011-2013.